# Wereldkampioenschappen schermen 1961
De 16de wereldkampioenschappen schermen werden gehouden in Turijn, Italië in 1961. De organisatie lag in de handen van de FIE.

## Medailles

### Mannen
| Onderdeel   | Goud                                                                                            | Goud        | Zilver                                                                                      | Zilver      | Brons                                                                                            | Brons       |
| ----------- | ----------------------------------------------------------------------------------------------- | ----------- | ------------------------------------------------------------------------------------------- | ----------- | ------------------------------------------------------------------------------------------------ | ----------- |
| Degen       |                                                                                                 |             |                                                                                             |             |                                                                                                  |             |
| Individueel | Jacques Guittet                                                                                 | Frankrijk   | Hans Lagerwall                                                                              | Zweden      | Tamás Gábor                                                                                      | Hongarije   |
| Ploegen     | Arnold Tsjernoesjevitsj Valentin Tsjernikov Bruno Khabarov Goeram Kostava Dmitriy Lyulin        | Sovjet-Unie | Philippe Schraag Yves Dreyfus Jacques Guittet Armand Mouyal Gérard Lefranc Claude Bourquard | Frankrijk   | Göran Abrahamsson Ivar Genesjö Hans Lagerwall Orvar Lindwall Berndt-Otto Rehbinder Axel Wahlberg | Zweden      |
| Floret      |                                                                                                 |             |                                                                                             |             |                                                                                                  |             |
| Individueel | Ryszard Parulski                                                                                | Polen       | Jenő Kamuti                                                                                 | Hongarije   | Mark Midler                                                                                      | Sovjet-Unie |
| Ploegen     | Mark Midler Joeri Roedov Aleksandr Sevelyov Joeri Sissikin German Svesjnikov Viktor Zjdanovitsj | Sovjet-Unie | Ferenc Czvikovszky Jenő Kamuti László Kamuti Kazmer Pacsery Sándor Szabó József Gyuricza    | Hongarije   | Ryszard Parulski Egon Franke Witold Woyda Zbigniew Skrudlik Janusz Różycki Henryk Nielaba        | Polen       |
| Sabel       |                                                                                                 |             |                                                                                             |             |                                                                                                  |             |
| Individueel | Jakov Rylski                                                                                    | Sovjet-Unie | Emil Ochyra                                                                                 | Polen       | Wojciech Zabłocki                                                                                | Polen       |
| Ploegen     | Jerzy Pawłowski Wojciech Zabłocki Emil Ochyra Ryszard Zub Franciszek Sobczak Jerzy Wandzioch    | Polen       | Oemjar Mavlichanov Noegzar Asatiani Jevgeni Tsjerepovski Jakov Rylski Valeriy Tchitnyi      | Sovjet-Unie | Tamás Mendelényi Péter Bakonyi Gábor Delneky Zoltán Horváth Rudolf Kárpáti Miklós Meszéna        | Hongarije   |

### Vrouwen
| Onderdeel   | Goud | Goud           | Zilver                                                                                                 | Zilver      | Brons                                                                      | Brons       |
| ----------- | --- | -------------- | --- | ----------- | -------------------------------------------------------------------------- | ----------- |
| Floret      | |                | |             |                                                                            |             |
| Individueel | Heidi Schmid | West-Duitsland | Aleksandra Zabelina                                                                                    | Sovjet-Unie | Valentina Rastvorova                                                       | Sovjet-Unie |
| Ploegen     | Galina Gorochova Diana Nikantsjikova Tatiana Lioubetskaya Valentina Proedskova Valentina Rastvorova Aleksandra Zabelina | Sovjet-Unie    | Katalin Juhász-Nagy Ildikó Rejtő Magdolna Nyári-Kovács Lídia Dömölky-Sákovics Judit Ágoston-Mendelényi | Hongarije   | Ana Pascu Olga Orbán-Szabó Ecaterina Orb-Lazăr Maria Vicol Geta Sachelarie | Roemenië    |

## Medaillespiegel
| Plaats | Land           | Goud | Zilver | Brons | Totaal |
| 1      | Sovjet-Unie    | 4    | 2      | 2     | 8      |
| 2      | Polen          | 2    | 1      | 2     | 5      |
| 3      | Frankrijk      | 1    | 1      | 0     | 2      |
| 4      | West-Duitsland | 1    | 0      | 0     | 1      |
| 5      | Hongarije      | 0    | 3      | 2     | 5      |
| 6      | Zweden         | 0    | 1      | 1     | 2      |
| 7      | Roemenië       | 0    | 0      | 1     | 1      |
| Totaal | Totaal         | 8    | 8      | 8     | 24     |

1937 · 1938 · 1947 · 1948 · 1949 · 1950 · 1951 · 1952 · 1953 · 1954 · 1955 · 1956 · 1957 · 1958 · 1959 · 1961 · 1962 · 1963 · 1965 · 1966 · 1967 · 1969 · 1970 · 1971 · 1973 · 1974 · 1975 · 1977 · 1978 · 1979 · 1981 · 1982 · 1983 · 1985 · 1986 · 1987 · 1988 · 1989 · 1990 · 1991 · 1992 · 1993 · 1994 · 1995 · 1997 · 1998 · 1999 · 2000 · 2001 · 2002 · 2003 · 2004 · 2005 · 2006 · 2007 · 2008 · 2009 · 2010 · 2011 · 2012 · 2013 · 2014 · 2015 · 2016 · 2017 · 2018 · 2019 · 2022 · 2023